# Meaghan Jette Martin
Pour les articles homonymes, voir Martin.
Meaghan Jette Martin est une actrice et chanteuse américaine de Pop et de R&B, née le 17 février 1992 à Las Vegas, dans le Nevada (États-Unis).

## Biographie
Elle est notamment connue pour son rôle de Tess Tyler dans les Disney Channel Original Movie- Camp Rock et Camp Rock 2, Bianca Stratford dans 10 Things I Hate About You et Jo Mitchell dans Lolita malgré moi 2.
Elle a un frère cadet Zachary, un frère aîné Sean et une sœur aînée du nom de Rebecca.
Meaghan a commencé une carrière de petite mannequin à 5 ans. Elle a joué dans des théâtres de communauté à Las Vegas et plus tard elle commence une carrière dans le théâtre professionnel dans une production à Los Angeles. On a pu l'apercevoir dans des publicités tel que Cabbage Patch Kids et Barbie. Elle fit ses débuts dans la télévision en 2006, avec le pilote Cooking Rocks!, suivi par une apparition dans le programme de Nickelodeon Just Jordan et la série Close to Home : Juste Cause, et sans oublier l'apparition dans la série Disney Channel, La Vie de palace de Zack et Cody.
Puis a suivi le rôle qui l'a réellement fait connaître, Tess Tyler dans le DCOM Camp Rock où elle a joué aux côtés des Jonas Brothers et Demi Lovato. Elle jouera aussi dans la suite : Camp Rock 2 (Camp Rock 2: Final Jam) en 2010.
La même année, elle apparaîtra dans le clip de Demi Lovato, Remember December, au côté de Anna Maria Perez de Tagle et Chloe Bridges (trois d'entre elles ont joué dans Camp Rock, et les quatre font partie du casting de Camp Rock 2)
Meaghan est actuellement un des principaux personnages de la série 10 Things I Hate About You qui est une série d'ABC Family inspirée du même film. Elle a aussi eu le rôle de Megan dans le film Dear Lemon Lima (en).
En 2015, elle prête sa voix et ses traits au personnage de Jessica dans le jeu vidéo Until Dawn.

## Filmographie

### Cinéma
- 2009 : Dear Lemon Lima : Megan Kennedy
- 2010 : Privileged : la fille au milieu de l'école
- 2011 : Lolita malgré moi 2 (Mean Girls 2) : Johanna Mitchell
- 2011 : Sironia : Aubrey
- 2013 : Geography Club : Trish
- 2014 : Senior Project (film) (en) : Natalia Bell
- 2014 : Time Does Not Pass : fille
- 2015 : Safelight : Sharon
- 2016 : Journey : Samantha

### Télévision

#### Séries télévisées
- 2007 : Just Jordan : Ashley
- 2007 : Close to Home : Juste Cause (Close to Home) : Candy
- 2007 : La Vie de palace de Zack et Cody (The Suite Life of Zack and Cody) : Stacie
- 2008 : Dr House : Sarah
- 2009 - 2010 : 10 Things I Hate About You : Bianca Stratford
- 2011 : Wendy : Wendy
- 2013 : Awkward : Julie
- 2015 : Jessie : Delphina

#### Téléfilms
- 2008 : Camp Rock : Tess Tyler
- 2008 : Holly and Hal Moose: Our Uplifting Christmas Adventure : Easton (voix)
- 2010 : Camp Rock 2 (Camp Rock 2: Final Jam) : Tess Tyler
- 2013 : Une mère indigne (The Good Mother) : Melanie

## Jeux vidéo
- 2015 : Until Dawn : Jessica "Jess"
- Kingdom Hearts : Naminé
- Wuthering Waves : Camellya

## Musique
Meaghan Martin a enregistré deux chansons solo dans Camp Rock, Too Cool et 2 Stars. Dans le deuxième volet elle chante également en duo avec un autre acteur Tear it down et Walking In My Shoes. Elle a aussi chanté une nouvelle version de When You Wish Upon a Star pour le DVD et Blu-Ray 2009 Pinocchio. En tant que partenaire de Build-A-Bear elle a enregistré une musique appelée Let's Talk About Love. Elle chante également le début de la chanson < Vidéo Girl > interprétée par les Jonas Brothers